# El Madrigal
Estadio de la Cerámica, informellt kallad El Madrigal, är Villarreal CFs hemarena i staden Vila-real som ligger i regionen Valencia.
Arenan hette förut Campo del Villarreal. 
Arenan rymmer 23 500 personer, vilket motsvarar ungefär halva Vila-reals befolkning.